# Bystričany
Bystričany (prononciation slovaque : [ˈbɪstrɪt͡ʃanɪ], allemand : Bistrizin, hongrois : Besztercsény [ˈbɛstɛrt͡ʃeːɲ]) est un village de Slovaquie situé dans la région de Trenčín.

## Histoire
La première mention écrite du village date de 1388.

## Démographie

### Évolution de la population
| Année:               | 1994. | 2004.   | 2014.   | 2024.   |
| -------------------- | ----- | ------- | ------- | ------- |
| Nombre de personnes: | 1796  | 1828    | 1806    | 1739    |
| Différence:          |       | +1,78 % | -1,20 % | -3,70 % |

| Année:               | 2023. | 2024.   |
| -------------------- | ----- | ------- |
| Nombre de personnes: | 1754  | 1739    |
| Différence:          |       | -0,85 % |

## Géographie

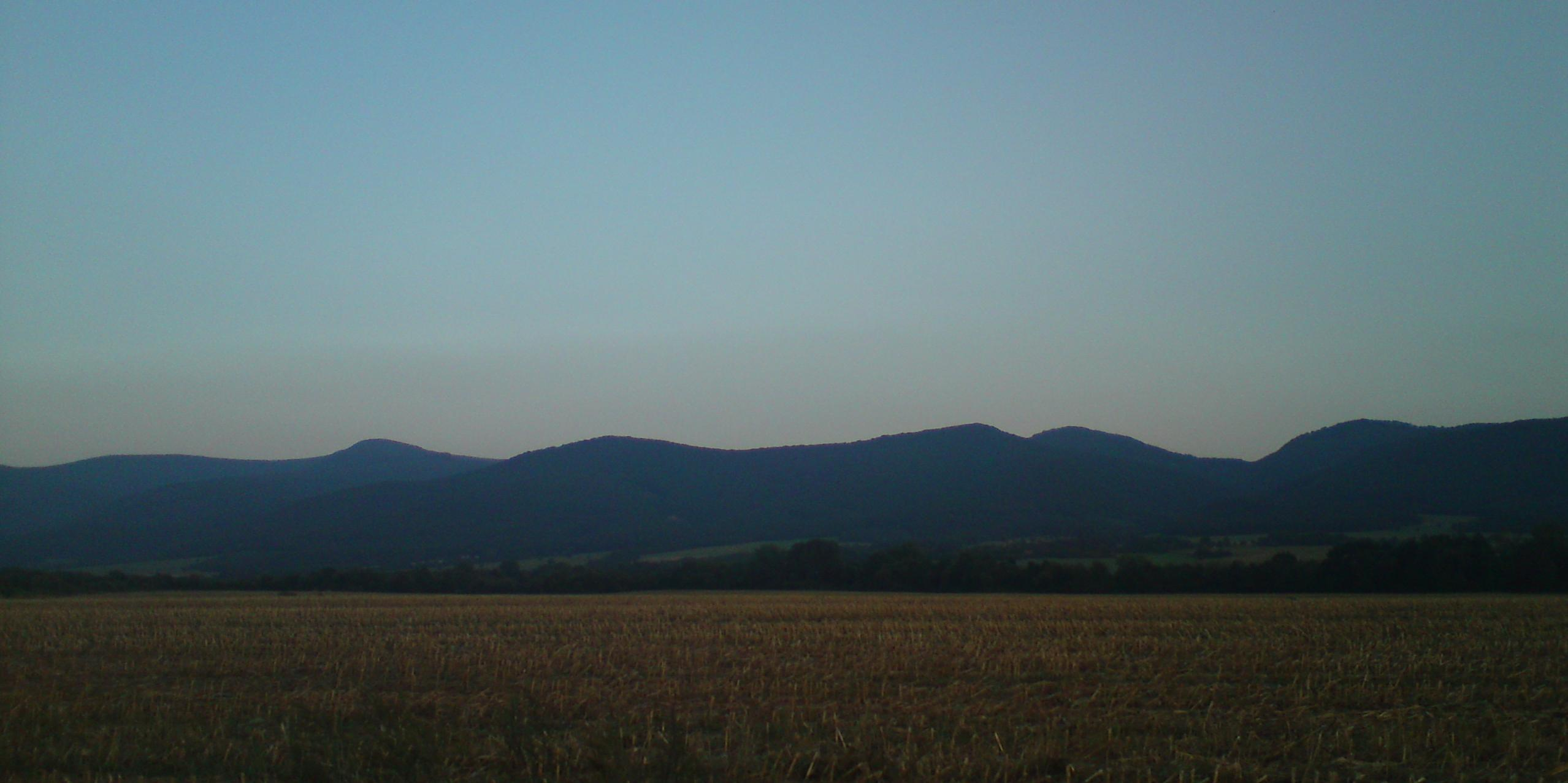
Les monts Vtáčnik vus de Bystričany

Bystričany se situe à 11 km à l’est de Partizánske et 6 km au sud de Nováky. Le territoire de la commune est traversé par la Nitra au nord-ouest et s’étend dans les monts Vtáčnik au sud-est, jusqu’au Vtáčnik, plus haut sommet de ce massif. Plusieurs ruisseaux issus des montagnes coulent à Bystričany, le plus important étant la Bystrica.
La commune est divisée en trois quartiers :
- Bystričany, le village principal ;
- Vieska, un hameau à quelques centaines de mètres au nord-est en suivant la route I/64 ;
- Chalmová, un hameau plus à l’écart, situé de l’autre côté de la Nitra.

| Nitrica         | Zemianske Kostoľany | Kamenec pod Vtáčnikom            |
| Veľké Kršteňany | Bystričany          |                                  |
| Čereňany        |                     | Kľak (région de Banská Bystrica) |

## Transports

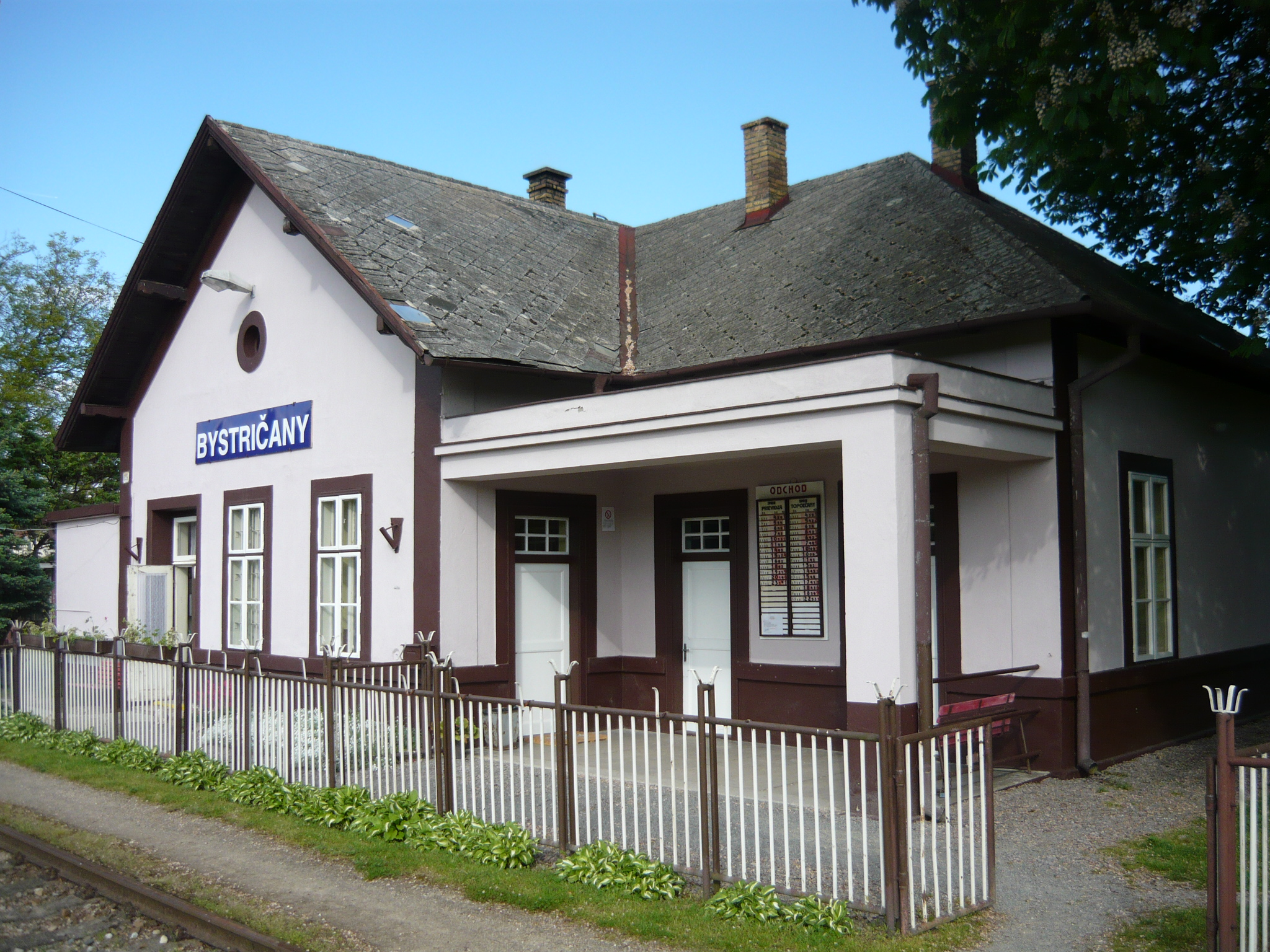
La gare de Bystričany

Le village est traversé par la route I/64.
La gare de Bystričany est située sur la ligne 140 qui relie Nové Zámky à Prievidza.